# Grčke riječi za ljubav
Grčki jezik u filozofiji je razlikovao više riječi za ljubav od hrvatskog, glavnima se smatraju: agápē, érōs, philía, philautía, storgē i xenía. Ove riječi opisuju različite vrste ljubavi koje ljudi mogu osjećati. Neke nazive preuzeli su i kršćanski mislioci.

## Agape
Agape (ἀγάπη, agápē) označava univerzalnu, nesebičnu ljubav, u kršćanstvu prema strancima, prirodi ili Bogu. Riječ je o neograničenu suosjećanju s drugima, bilo članovima obitelji ili potpunim strancima.
Ovakva se ljubav pojavljuje u kršćanstvu kao najveća ljubav koja nije prirodna ljudima, ali jest Bogu. Pojavljuje se i u drugim religijama.
Na latinski je prevedena kao caritas.

## Eros
Eros (ἔρως, érōs) erotska je ljubav koja označava seksualnu strast i želju. To je impulzivna, površna, tjelesna i strasna ljubavi. Ime je dobila po bogu Erosu.
Grci su uz nju često vezali opasnost i smatrali je iracionalnom ljubavlju jer može preuzeti osobu. Kršćanstvo se uglavnom slaže s ovom idejom pa, iako je u braku potrebna i zdrava, oštro je osuđuje izvan braka jer može dovesti u ozbiljne probleme kao što je preljub, ovisnost o pornografiji, a može postati i idol sama po sebi.

## Storge
Storge (στοργή, storgē) jest obiteljska ljubav. Riječ je o prirodnom odnosu između roditelja i djece te obrnuto. Istu ljubav, čini se, životinje pokazuju svojim mladuncima. Uključuje i ljubav prema kućnim ljubimcima i prijateljstvo koje nastaje od djetinjstva. Može opisivati i domoljublje ili vjernost istom timu.
U Bibliji se ta ljubav često pojavljuje i smatra se vitalnom za pravilno funkcioniranje obitelji.

## Filija
Filija (φιλία, philía) obuhvaća prijateljsku ljubav, ali onu najdublju. U Antičkoj Grčkoj bila je najcjenjenija ljubav koja se razvijala među braćom po oružju, uključivala je spremnost dati život za drugog, ali i dijeljenje emocija s njima. Grci su ovo smatrali jednim od najsuptilnijih izraza jer nije uključivala površnost ili intenzitet erosa. Postoji nekoliko vrsta.
U kršćanstvu je to najviša ljubav izvan one koju pokazuje Bog. Podrazumijeva spremnost umrijeti za drugog.

## Filautija
Filautija (φιλαυτία, philautía) podrazumijeva ljubav prema sebi. Dijeli se na pozitivnu (koja je poboljšavala mogućnost voljenja) i negativnu (koja je povezana s narcizmom i fokusirana na osobnu korist, slavu i sreću). Ideja je da, ako osoba voli i sigurna je u sebe, onda ima dovoljno ljubavi koju može dati drugima.

## Ksenija
Ksenija (ξενία, xenía) jest gostoprimstvo. To je institucionaliziran odnos baziran na darežljivosti, izmjeni darova i uzajamnosti. Grci su je shvaćali kao moralnu obvezu. Rituali su stvarali i pokazivali uzajamnu vezu između gosta i gostoprimca materijalnim (darovi, zaštita, zaklon) i nematerijalnim (usluge i sl.) beneficijama.